# Francisco Merino (platero)
Francisco Merino (Jaén, España, ¿? - Toledo, España, 1611) fue un platero español. Es el autor más reconocido del manierismo geometrizante.

## Biografía
En 1565 se trasladó a Toledo. En 1569 elaboró el arca de san Eugenio, que alberga las reliquias del legendario primer obispo de Toledo, supuesto discípulo de Dionisio Areopagita. Este arca se conserva en el ochavo de la catedral toledana. A veces se confunden dos santos llamados Eugenio: el legendario del siglo I y san Eugenio de Toledo, poeta y padre de la iglesia hispánica, del siglo VII, quien habría sido el primer arzobispo de la diócesis primada. En el siglo XVI los restos del legendario santo y mártir del siglo I se conservaban en la basílica de Saint-Denis, cerca de París. En 1565 el rey de Francia donó los restos a Toledo. Para corresponder a esta donación, el rey español Felipe II acordó devolver a Francia la cabeza de san Quintín. Un brazo de san Eugenio ya había sido entregado a Toledo en 1165.
Los restos estuvieron primero en una pequeña arqueta de plata con diversos relieves. En 1569 fue cuando Francisco Merino realizó una nueva, más grande. Fue diseñada por Nicolás de Vergara el Viejo y está inspirada en los sarcófagos romanos. Tiene relieves que muestran el martirio del santo (fue decapitado y arrojado a un lago) y el traslado de sus restos a España. La pequeña arqueta donde estaban antes los restos de san Eugenio se destinó a guardar los de san Sotero Papa, san Cayo, san Nicasio, san Dionisio y sus compañeros.
En 1575 regresó a Jaén y, en 1579, se trasladó a Sevilla, para participar en el concurso convocado por los canónigos de la catedral para elaborar una custodia de asiento, que finalmente realizó Juan de Arfe.
Posteriormente fue a Córdoba, donde realizó varios trabajos en plata y, posteriormente, volvió a Jaén. En 1583 se le encargó la realización de unas andas para la custodia de asiento de la catedral de Jaén, que había sido labrada por Juan Ruiz el Vandalino. Estas andas serían usadas para procesionar en la festividad del Corpus Christi. En 1927 dejaron de usarse y la custodia procesionó en un trono de alpaca plateado. En algún momento entre esta fecha y 1936 las andas desaparecieron. Francisco Merino siguió en Jaén cuatro años años trabajando en diversos templos de la ciudad y su entorno. En 1584 realizó una lámpara de plata para la capilla de la Virgen de San Ildefonso y en 1583 una custodia para la catedral giennese. En 1587 regresó a Sevilla.
Su obra más influyente fue la cruz patriarcal de la catedral de Sevilla. Francisco Merino diseñó y fabricó esta cruz en 1587. En 1580 había realizado una cruz parroquial ligeramente parecida para la iglesia de la Asunción de Villacarrillo y, en 1590, realizó otra cruz parroquial con cánones parecidos para iglesia de Colmenar Viejo.
La influencia de esta cruz patriarcal puede apreciarse en la cruz parroquial realizada por Tomás de Morales en 1609 para la parroquia de Torredonjimeno, en la cruz parroquial de Francisco de Alfaro de 1595 para la iglesia de San Juan de Marchena, en la del mismo Alfaro de 1597 para la iglesia de San Pedro de Monesterio, en la cruz parroquial de Francisco de Alfaro y Oña de 1601 para la iglesia de Santa Cruz de Sevilla, en la de Juan de Ledesma Merino de 1609 para la iglesia del Sagrario de Sevilla, en una cruz parroquial de autor anónimo madrileño de 1603 para el convento de Santa Clara de Zafra y, en menor medida, en la cruz parroquial de Gabriel de Cevallos de 1610 para la iglesia de San Pedro de Copernal.
Tras realizar la cruz patriarcal se trasladó de nuevo a Jaén para posteriormente establecerse definitivamente en Toledo en 1587. En este último periodo elaborará un par de obras muy importantes para su carrera: la urna de Santa Leocadia (1592) y el lignum crucis de Santa Elena (1601). También realizará otros trabajos para diversos templos toledanos.